# Gwiazdy polskiej muzyki lat 80. (album Kombi)
Gwiazdy polskiej muzyki lat 80. – album 
kompilacyjny zespołu Kombi wydany w 2007 roku jako dodatek do gazety. Zawiera 15 przebojów grupy. Płyta pochodzi z kolekcji Dziennika i jest dziewiątą częścią cyklu "Gwiazdy polskiej muzyki lat 80.".

## Spis utworów
źródło:.
1. „Nasze rendez-vous” (muz. i sł. Waldemar Tkaczyk) – 5:42
2. „Kochać cię – za późno” (muz. Sławomir Łosowski – sł. Waldemar Tkaczyk) – 4:44
3. „Jej wspomnienie” (muz. i sł. Grzegorz Skawiński) – 4:03
4. „Przytul mnie” (muz. Sławomir Łosowski) – 4:41
5. „Hotel twoich snów” (muz. Grzegorz Skawiński – sł. Marek Dutkiewicz) – 3:45
6. „Linia życia” (muz. Waldemar Tkaczyk – sł. Marek Dutkiewicz) – 4:01
7. „Taniec w słońcu” (muz. Sławomir Łosowski) – 4:43
8. „Leniwe sny” (muz. Sławomir Łosowski – sł. Anna Sawicka-Furgo) – 4:07
9. „Nie ma zysku” (muz. Waldemar Tkaczyk – sł. Waldemar Tkaczyk) – 3:46
10. „Inwazja z Plutona” (muz. Waldemar Tkaczyk, Grzegorz Skawiński – sł. Marek Dutkiewicz) – 3:10
11. „Komputerowe serce” (muz. Sławomir Łosowski) – 5:06
12. „Black and White” (muz. Grzegorz Skawiński – sł. Jacek Cygan) – 3:33
13. „Piękna, szalona” (muz. Sławomir Łosowski – sł. Małgorzata Niezabitowska) – 4:13
14. „Wspomnienia z pleneru” (muz. Sławomir Łosowski) – 3:59
15. „Słodkiego, miłego życia” (muz. Sławomir Łosowski – sł. Marek Dutkiewicz) – 4:45